# サン・マンゴ・スル・カローレ
サン・マンゴ・スル・カローレ（伊: San Mango sul Calore）は、イタリア共和国カンパニア州アヴェッリーノ県にある、人口約1,200人の基礎自治体（コムーネ）。

## 地理

### 位置・広がり

#### 隣接コムーネ
隣接するコムーネは以下の通り。
- カステルヴェーテレ・スル・カローレ
- キウザーノ・ディ・サン・ドメーニコ
- ラーピオ
- ルオゴザーノ
- パテルノーポリ